# Burning Love
"Burning Love" (Lit. "Ardiente amor") es una canción del género rock and roll compuesta por Dennis Linde para Elvis Presley quien la grabó por primera vez en estudio en 1972 poco antes de iniciar su gira por los Estados Unidos documentada en la película Elvis On Tour. La canción se editó como lado A de un sencillo con "It's a metter of Time" en el lado B.  Rápidamente "Burning Love" se convirtió en un éxito de ventas brindándole a Elvis la posibilidad de conquistar una vez más los primeros puestos de las listas de éxito a nivel mundial.  Durante la mayor entrega de discos de oro y platino a un artista en la historia de la música por parte de la RIAA, el disco sencillo "Burning Love" fue certificado  con un disco de platino en 1992. 

## Grabación
El productor Felton Jarvis le había estado insistiendo a Elvis para que grabase la canción que había compuesto Dennis Linde, ya que por esos días Elvis había iniciado el proceso de separación con su esposa Priscilla Beaulieu y sus momentos de depresión lo llevaban a querer grabar canciones asociadas a su estado anímico. Antes de iniciar su exitosa gira por el país en 1972, Presley finalmente se decidió a registrar el tema el 28 de marzo de 1972 en el estudio C de Hollywood, California, donde el mismo Dennis Linde se encargó de tocar la introducción rítmica con la guitarra.
La excelente interpretación de Elvis hizo que Jarvis prácticamente no necesitara retocar demasiado el tema durante su masterización. El 1 de agosto de 1972, con Elvis de gira por el país, RCA editó finalmente lanzó "Burning Love" a la venta en el mercado.

### Versiones en vivo
Antes de que el tema saliera a la venta, durante la gira de 1972 Elvis había ya realizado varias versiones más de la canción en vivo y hasta puede vérselo presentando su nuevo éxito, para cuya interpretación debía leer parte de la letra por tratarse de un tema muy reciente, como es el caso del concierto del 18 de abril en San Antonio, Texas.. Asimismo la canción fue grabada nuevamente en vivo durante los shows que Presley realizó para su exitoso concierto via satélite Aloha from Hawaii al año siguiente.

## Listas
| Listas (1972)     | Posición alcanzada |
| ----------------- | ------------------ |
| Australia Goset   | 2                  |
| Bélgica           | 10                 |
| Billboard Hot 100 | 2                  |
| Canada            | 4                  |
| Holanda           | 19                 |
| Irlanda           | 7                  |
| Japón (Tokio)     | 24                 |
| LM Radio          | 3                  |
| Record World      | 2                  |
| UK Singles Chart  | 7                  |

## Críticas
El periodista y escritor argentino Marcelo Gobello en su libro "Rock en el cielo" comentaría al respecto del regreso triunfal de Elvis a los escenarios luego de su aclamado especial de televisión de la NBC en 1968, "Nuevas canciones de calidad como Suspicious Minds, In the Ghetto y Burning Love le devuelven los primeros puestos de los charts. Como un campeón mundial que recupera su cetro, Elvis vuelve a sacudir el mundo de la música con su regreso". 

## Ediciones

### Sencillos
- "Burning Love" / "It's a metter of Time"  (Sencillo) [1]

### Álbumes
- "Burning Love and Hits from His Movies, Volume 2" [10]
- "Aloha from Hawaii"(álbum)
- "Elvis the Essential Colection" [11]
- "Elvis 30 # 1 Hits" (álbum compilado)

## En la cultura popular
La canción se ha empleado en varios largometrajes, entre ellos Hombres de negro ; en la película de animación de Walt Disney Pictures & Buena Vista Internacional, Inc. Lilo & Stitch, en la que se oye una versión cantada por Wynonna Judd, en la película Ghosts of Girlfriends Past con Matthew McConaughey y Jennifer Garner, y otra en español cantada por Café Quijano.
Dolly Parton ha incluido a menudo Burning Love en sus conciertos en 2002.   También en 2002, una versión en español de la canción realizado por el grupo español Café Quijano En septiembre de 2006, un remix de la canción fue grabada por Mocean de los Trabajadores (MoWo) para un anuncio de Honda C-RV.  En 1996 la banda The Porkers, de Australia, cantó la misma canción en versión ska.  Actualmente se está haciendo una versión remasterizada para el disco Viva Elvis, del Cirque du Soleil 